# Ralph Peterson
Ralph Peterson Jr. (* 20. Mai 1962 in Pleasantville, New Jersey; † 1. März 2021 in North Dartmouth, Massachusetts) war ein US-amerikanischer Schlagzeuger, Kornettist, Trompeter und Bandleader des Modern Jazz.

## Leben und Wirken
Ralph Petersons Onkel und auch sein Großvater waren Schlagzeuger, und er selbst begann schon mit drei Jahren sich für Perkussion zu interessieren. Er wuchs in Atlantic City auf, wo er Trompete in der Highschoolband und in lokalen Funkgruppen spielte. Nach seinen Studien am Livingston College und der Rutgers University begann er seine Profikarriere als zweiter Schlagzeuger bei Art Blakeys Jazz Messengers. Danach arbeitete er 1984 mit Terence Blanchard und Donald Harrison, 1985 mit Paul Brown, Walter Davis, Tom Harrell, der Formation Out of the Blue, der er bis 1988 angehörte, außerdem mit Branford Marsalis 1986, David Murray (Hope Scope), Craig Harris 1987, James Spaulding 1988, Roy Hargrove 1989, Jon Faddis 1989, Dewey Redman und Mark Helias 1989.
In den 1990er Jahren war er ein gefragter Sessionmusiker bei Musikern wie Jack Walrath, Craig Handy, Charles Lloyd, Kip Hanrahan, Bheki Mseleku, Courtney Pine, Steve Coleman, George Colligan, Stanley Cowell, Mark Shim und Betty Carter. Ab 1988 begann er auch als Leiter eigener Formationen zu arbeiten, zunächst mit dem Quintett V oder Volition, mit Terence Blanchard, Steve Wilson, Geri Allen und Phil Bowler. Mit Allen und Bowler bildete er auch das Trio Triangular; 1989 spielte er in Quartett-Besetzung als das Fo’tet, mit Don Byron, Steve Wilson (später Bobby Franchesini), Melissa Slocum (später Belden Bullock) und Bryan Carrott. Nachdem er eine Weile in Kanada gelebt hatte, kehrte er nach Philadelphia zurück und spielte weiter mit dem Fo’Tet, machte Plattenaufnahmen mit Triangular sowie mit Uri Caine und dem Bassisten James Genus (Blue Wail). Er leitete auch die Band Hip Pocket, in der er Trompete spielte.  Beim Down Beat Critics Poll 2020 wurde die von ihm geleitete Gen-Next Big Band Sieger als Rising Star in der Bigband-Kategorie.
Peterson unterrichtete an Philadelphias University of the Arts.

## Diskographische Hinweise
- Triangular (Blue Note Records, 1988)
- V (Blue Note, 1988)
- Volition (Blue Note, 1989)
- Ralph Peterson Presents the Fo'tet (Blue Note, 1989)
- Ornettology (Somethin’ Else, 1990)
- Art (Blue Note, 1992)
- The Reclamation Project (Evidence Records, 1994)
- The Fo’tet Plays Monk (Evidence, 1995)
- Back to Stay (Sirocco Jazz, 2000)
- Triangular 2 (Sirocco Jazz, 2000)
- The Art of War (Criss Cross Jazz, 2001)
- Subliminal Seduction (Criss Cross, 2002)
- Tests of Time (Criss Cross, 2003)
- The Fo’Tet Augmented (Criss Cross, 2004)
- The Duality Perspective (2012)
- Triangular III (2016), mit Luques & Zaccai Curtis
- Ralph Peterson & The Messenger Legacy: Legacy Alive (Onyx, 2019)
- Ralph Peterson’s Gen-Next Big Band: Listen Up! (Onyx, 2019)
- Ralph Peterson & The Messenger Legacy: Onward & Upward (Onyx, 2020)
- Raise Up Off Me (Onyx, 2021), mit Zaccai und Luques Curtis